# Morenowy Las
Morenowy Las (dawniej Bogdaniec I) – leśny rezerwat przyrody w województwie lubuskim, w powiecie gorzowskim, w gminie Witnica.
Obszar rezerwatu objęty jest ochroną ścisłą.
Rezerwat położony jest w granicach obszaru specjalnej ochrony ptaków „Ostoja Witnicko-Dębniańska” PLB320015 sieci Natura 2000.
Celem ochrony jest zachowanie ze względów naukowych i dydaktycznych fragmentu lasu o charakterze grądu środkowoeuropejskiego i żyznej buczyny niżowej.
Obszar rezerwatu stanowi fragment lasu mieszanego o charakterze dąbrowy wielogatunkowej. W drugim piętrze drzewostanu występuje grab w zmieszaniu z bukiem i dębem sporadycznie modrzew, brzoza, wiąz, olsza w wieku 170 lat. Podszyt tworzy grab, dąb, brzoza. W runie występuje m.in. marzanka wonna, borówka czernica, inne trawy. Teren jest pagórkowaty.

## Podstawa prawna
- Zarządzenie Ministra Leśnictwa i Przemysłu Drzewnego z dnia 21 maja 1974 r. w sprawie uznania za rezerwat przyrody (M.P. z 1974 r. nr 20, poz. 121)
- Obwieszczenie Wojewody Lubuskiego z dnia 16 stycznia 2002r. w sprawie ustalenia wykazu rezerwatów przyrody utworzonych do dnia 31 grudnia 1998r. (Dz. Urz. Województwa Lubuskiego Nr 12 poz. 144)[5]
- Zarządzenie Nr 49/2011 Regionalnego Dyrektora Ochrony Środowiska w Gorzowie Wielkopolskim z dnia 7 lipca 2011 r. w sprawie rezerwatu przyrody „Morenowy Las” (Dz. Urz. Województwa Lubuskiego Nr 81, poz. 1581)
- Zarządzenie Nr 19/2013 Regionalnego Dyrektora Ochrony Środowiska w Gorzowie Wielkopolskim z dnia 20 maja 2013 r. w sprawie rezerwatu przyrody „Morenowy Las” (Dz. Urz. Województwa Lubuskiego poz. 1534)[3].

Rezerwat posiada ustanowiony plan ochrony.

## Obszar rezerwatu
W skład rezerwatu przyrody wchodzi obszar położony w granicach administracyjnych powiatu gorzowskiego, gm. Witnica, obrębu ewidencyjnego m. Nowiny Wielkie o pow. 21,05 ha (dz. nr 832 – 11,42 ha, dz. nr 833 – 9,63 ha), oddziały leśne nr 257a i 258a, b, l w zarządzie Nadleśnictwa Bogdaniec.